# Leptocera atra
Leptocera atra är en tvåvingeart som först beskrevs av Adams 1903.  Leptocera atra ingår i släktet Leptocera och familjen hoppflugor. Inga underarter finns listade i Catalogue of Life.